# Benoît Bodendieck
Benoît Bodendieck né à Moulins-Lille (commune rattachée aujourd'hui à Lille) le 5 juin 1834 et mort  à Saint-Mandé le 8 décembre 1887, est un sculpteur français.

## Biographie
Benoît Bodendieck est né à Moulins-Lille le 5 juin 1834. Il fit ses études aux écoles académiques de la ville de Lille et fut élève du sculpteur Jean-Baptiste Cadet de Beaupré et des peintres François Souchon et Alphonse Colas. Dans sa ville, il obtient une médaille de deuxième classe en 1854, une médaille de première classe en 1855 et une médaille d'or spéciale en 1857. Il débuta à Paris au Salon de 1865 avec L'Innocence, statue en plâtre qu'il présente l'année suivante au Salon de Lille,. Il exposa ensuite en 1870, 1878 et 1884. 
En 1875, il épouse à Paris, Rose Lemonnier, fille du graveur Jacques Ambroise Lemonnier. 
On lui doit notamment le fronton de l'école de Droit de Douai. Il mourut à Saint-Mandé en 1887.

## Œuvres
- L'Innocence. Statue en plâtre. Salon de 1865 (n° 2873).
- Pâris et Hélène. Groupe en bronze. Salon de 1870 (n° 4280).
- Portrait du docteur E. C…. Buste en bronze. Salon de 1878 (n° 4060).
- Louis XIII. Buste en plâtre. Salon de 1884 (n° 3297). Paris, musée Grévin.